# Грибной (Красноярский край)
Грибно́й — посёлок в Ачинском районе Красноярского края России. Входит в состав Тарутинского сельсовета.

## География
Посёлок находится на расстоянии примерно в 9 км к востоку-северо-востоку (ENE) от города Ачинск, административного центра района. Абсолютная высота — 284 м над уровнем моря.

## Население
| 2010 |
| ---- |
| 20   |

### Гендерный состав
По данным Всероссийской переписи населения 2010 года, в посёлке проживало 20 человек (11 мужчин и 9 женщин).

## Улицы
| - ул. Железнодорожная, - ул. Западная, | - ул. Северная, - ул. Южная. |

## Транспорт
К югу от посёлка проходит автомобильная дорога федерального значения «Байкал». Также в Грибном расположена одноимённая станция Красноярской железной дороги.